# Liste der Außenlager des KZ Natzweiler-Struthof
Die Liste der Außenlager des KZ Natzweiler-Struthof gibt einen Überblick über die zahlreichen Nebenlager des deutschen Konzentrationslagers Natzweiler-Struthof. Das sogenannte Stammlager Natzweiler-Struthof lag im annektierten Elsass. Die Außenlager befanden sich in Deutschland und Frankreich. Ihre geografische Lage wird in einem zweiten Abschnitt in Karten dargestellt, geordnet nach Ländern und (heutigen) Bundesländern bzw. Regionen.
Die Außenlager waren für die SS und die lokalen staatlichen Behörden formell Einrichtungen des SS-Wirtschafts- und Verwaltungshauptamtes (WVHA), Berlin, sie befanden sich außerhalb der regionalen Befehlskette. Für die Außenlager werden verschiedene Bezeichnungen verwendet: KZ, KZ-Außenlager, Außenlager oder Lager, seltener auch Nebenlager oder Außenkommando.

## Liste der Außenlager
Die Liste orientiert sich an der Übersicht der Außenlager auf der Website natzweiler.eu.
Außenlager, die erst im September 1944 oder später angelegt wurden, sind bei natzweiler.eu in einer separaten Liste erfasst mit der Erläuterung, dass am 1. September 1944 der Befehl erging, das Hauptlager in Natzweiler und die linksrheinischen Außenlager zu räumen. Die späten, ab September 1944 entstandenen Außenlager lagen alle im Gebiet des heutigen Deutschland. Sie sind in der untenstehenden Tabelle hellgrau hinterlegt.
In vielen Fällen ist nicht auf den Tag genau bekannt, von wann bis wann das Lager existiert hat. Wie in der Referenzliste wird deshalb in den Spalten „Beginn“ und „Ende“ nur der Monat angegeben. In den verlinkten Artikeln zu den einzelnen Außenlagern sind teilweise genauere Datumsangaben zu finden.
| Außenlager                                                                          | Ort(e)                                                             | Landkreis(e)                                     | Staat/Land                     | Beginn    | Ende      | Zweck |
| ----------------------------------------------------------------------------------- | ------------------------------------------------------------------ | ------------------------------------------------ | ------------------------------ | --------- | --------- | --- |
| Lager Asbach                                                                        | Asbach in Baden                                                    | Neckar-Odenwald-Kreis                            | Deutschland, Baden-Württemberg | Sep. 1944 | März 1945 | Barackenbau für das Projekt „Goldfisch“ (Untertageverlagerung eines Flugmotorenwerks, siehe KZ Neckarelz) |
| Lager Bad Rappenau                                                                  | Bad Rappenau                                                       | Landkreis Heilbronn                              | Deutschland, Baden-Württemberg | Sep. 1944 | März 1945 | u. a. Einlagern von Beutegut der SS |
| Lager Bensheim-Auerbach                                                             | Bensheim-Auerbach                                                  | Landkreis Bergstraße                             | Deutschland, Hessen            | Sep. 1944 | März 1945 | Rüstungsproduktion im Marmorit-Werk in Hochstädten, heute Bensheim-Hochstädten. Es handelt sich hier um den neuen Standort der Firma Heymann aus Darmstadt (siehe dort), die ihre Produktion nach der Bombardierung Darmstadts am 11./12. September 1944 nach hier verlegte.:S. 282–283 |
| KZ Bisingen                                                                         | Bisingen                                                           | Landkreis Hechingen, heute Zollernalbkreis       | Deutschland, Baden-Württemberg | Aug. 1944 | Apr. 1945 | Unternehmen Wüste (Gewinnung von Treibstoff aus Ölschiefer) |
| KZ Bruttig-Treis                                                                    | Bruttig, heute Bruttig-Fankel; Treis, heute Treis-Karden           | Landkreis Cochem, heute Landkreis Cochem-Zell    | Deutschland, Rheinland-Pfalz   | März 1944 | Sep. 1944 | Tunnelbau |
| KZ Calw                                                                             | Calw                                                               | Landkreis Calw                                   | Deutschland, Baden-Württemberg | Jan. 1945 | Apr. 1945 | Jüdische Frauen in der Luftfahrtgeräte-GmbH (LUFAG) |
| Arbeitslager in der Maschinenfabrik Heymann                                         | Darmstadt                                                          | (kreisfreie Großstadt)                           | Deutschland, Hessen            | Aug. 1944 | Sep. 1944 | Am 31. August 1944 wurden zwölf Häftlinge aus dem KZ Sachsenhausen Natzweiler für den Einsatz in Darmstadt zugeteilt. Die Männer (4 Ingenieure, 5 technische Zeichner, 2 Techniker, 1 Mechaniker) wurden bei Heymann in der Produktion für V2-Teile sowie für die Herstellung optischer Geräte eingesetzt. Nach der Bombardierung Darmstadts am 11./12. September 1944 wurde die Produktion der Firma Heymann nach Benshaeim-Auerbach (s. o.) verlegt.:S. 282–283 |
| KZ Dautmergen                                                                       | Schömberg                                                          | Landkreis Balingen, heute Zollernalbkreis        | Deutschland, Baden-Württemberg | Aug. 1944 | Apr. 1945 | Unternehmen Wüste (Gewinnung von Treibstoff aus Ölschiefer) |
| KZ Dormettingen                                                                     | Dormettingen                                                       | Landkreis Balingen, heute Zollernalbkreis        | Deutschland, Baden-Württemberg | März 1945 | Apr. 1945 | Unternehmen Wüste (Gewinnung von Treibstoff aus Ölschiefer) |
| KZ Echterdingen                                                                     | Leinfelden-Echterdingen auf dem Gelände des Flughafens Stuttgart   | Landkreis Esslingen                              | Deutschland, Baden-Württemberg | Nov. 1944 | Jan. 1945 | - Ausbesserung der Flugzeuge - Autobahn-, Start- und Landebahnbau - Arbeit in Steinbrüchen |
| Ellwangen (drei Außenlager)                                                         | Ellwangen (Jagst)                                                  | Landkreis Aalen, heute Ostalbkreis               | Deutschland, Baden-Württemberg | Juni 1943 | Apr. 1945 | Bau von Bunker und Kasernen |
| KZ Erzingen                                                                         | Balingen-Erzingen                                                  | Landkreis Balingen, heute Zollernalbkreis        | Deutschland, Baden-Württemberg | Mai 1944  | Apr. 1945 | Unternehmen Wüste (Gewinnung von Treibstoff aus Ölschiefer) |
| KZ-Außenlager Frankfurt am Main, Deckname „Katzbach“                                | Frankfurt am Main, Adlerwerke AG                                   | Kreisfreie Großstadt                             | Deutschland, Hessen            | Aug. 1944 | März 1945 | Arbeiten in der Fabrik der Adlerwerke AG |
| KZ Frommern                                                                         | Balingen-Frommern                                                  | Landkreis Balingen, heute Zollernalbkreis        | Deutschland, Baden-Württemberg | März 1944 | Apr. 1945 | Unternehmen Wüste (Gewinnung von Treibstoff aus Ölschiefer) |
| KZ-Außenlager Geisenheim                                                            | Geisenheim                                                         | Rheingau-Taunus-Kreis                            | Deutschland, Hessen            | Dez. 1944 | März 1945 | Rüstungsproduktion in der Maschinenfabrik Johannisberg GmbH (Krupp-Konzern), siehe Alte Werkshalle (Geisenheim) |
| KZ-Außenlager Geislingen                                                            | Geislingen an der Steige                                           | Landkreis Göppingen                              | Deutschland, Baden-Württemberg | Juli 1944 | Apr. 1945 | Jüdische Ungarinnen mussten Zwangsarbeit bei der Württembergischen Metallwaren-Fabrik (WMF) verrichten |
| KZ-Außenlager Hailfingen-Tailfingen                                                 | Rottenburg-Hailfingen, Gäufelden-Tailfingen                        | Landkreis Böblingen, Landkreis Tübingen          | Deutschland, Baden-Württemberg | Nov. 1944 | Feb. 1945 | - Arbeit an der Start- und Landebahn des Nachtjägerflugplatzes - Arbeit in Steinbrüchen |
| KZ-Außenlager Haslach (drei Außenlager)                                             | Haslach im Kinzigtal                                               | Landkreis Wolfach, heute Ortenaukreis            | Deutschland, Baden-Württemberg | Sep. 1944 | Feb. 1945 | Betrieb von Stollen |
| KZ Hayingen                                                                         | Hayange (Hayingen) an der Grenze zwischen Frankreich und Luxemburg | Moselle                                          | Frankreich, Lothringen         | Aug. 1944 | Sep. 1944 | Untertageverlagerung für die Göring-Werke (Frauenlager) |
| Außenkommando Heidenheim                                                            | Heidenheim an der Brenz                                            | Landkreis Heidenheim                             | Deutschland, Baden-Württemberg | Dez. 1944 | Apr. 1945 | Dienste für das SS-Helferinnenkorps der Waffen-SS |
| KZ Heppenheim                                                                       | Heppenheim                                                         | Landkreis Bergstraße                             | Deutschland, Hessen            | Juni 1943 | März 1945 | Landwirtschaft, Versuchspersonen für die DVA |
| KZ Hessental                                                                        | Schwäbisch Hall-Hessental                                          | Landkreis Schwäbisch Hall                        | Deutschland, Baden-Württemberg | Okt. 1944 | Apr. 1945 | - Instandsetzungsarbeiten - Bombenschäden beseitigen |
| KZ-Außenlager Iffezheim                                                             | Iffezheim                                                          | Landkreis Rastatt                                | Deutschland, Baden-Württemberg | Okt. 1943 | Apr. 1945 | Kistenherstellung für die Firma Wein-Müller in Rastatt |
| KZ Kochendorf, Deckname „Eisbär“                                                    | Bad Friedrichshall-Kochendorf                                      | Landkreis Heilbronn                              | Deutschland, Baden-Württemberg | Sep. 1944 | Apr. 1945 | - Ausbau der Stollen der Hochtief AG und der Untertag- und Schachtausbau GmbH - Ausbau der Salzkammern für die Koch & Mayer GmbH - Rüstungsproduktion und Räumungsarbeiten nach dem Luftangriff auf Heilbronn |
| KZ-Außenlager Leonberg                                                              | Leonberg                                                           | Landkreis Leonberg, heute Landkreis Böblingen    | Deutschland, Baden-Württemberg | Apr. 1944 | Apr. 1945 | Bau von Flugzeugtragflächen im alten Engelbergtunnel für die Messerschmitt AG |
| KZ-Außenlager Markirch (mit Lager Otto-Hütten II)                                   | Markirch, heute Sainte-Marie-aux-Mines                             | Haut-Rhin                                        | Frankreich, Elsass             | März 1944 | Okt. 1944 | Ab Frühjahr 1944 Herrichtung des ungenutzten Maurice-Lemaire-Tunnel „Markirch A9“ Ri. Saint-Dié für Rüstungsproduktion BMW sowie Einsatz dort („Elsässische Spezial Grosskellerei“), Gefangene wie Maschinen kamen aus dem KZ-Außenlager München-Allach. Etwa 2000 KZ-Häftlinge. Bei Abwicklung Ende 1944 wurden Maschinen wie Betrieb ins KZ-Außenlager Trostberg überführt.                                                                                     |
| KZ Metz, Sonderlager „Feste Goeben“ (frz. Fort Queuleu)                             | Metz                                                               | Moselle                                          | Frankreich, Lothringen         | Aug. 1943 | Aug. 1944 | Gefangenhaltung in der „Kasematte A“, Verhör unter Folter |
| KZ Mülhausen                                                                        | Mülhausen                                                          | Haut-Rhin                                        | Frankreich, Elsass             | Aug. 1944 | Sep. 1944 | Herstellung von Waffenersatzteilen für die Firma Elmag |
| KZ Neckarbischofsheim                                                               | Neckarbischofsheim                                                 | Rhein-Neckar-Kreis                               | Deutschland, Baden-Württemberg | Sep. 1944 | März 1945 | Barackenbau für das Projekt „Goldfisch“ (Untertageverlagerung eines Flugmotorenwerks, siehe KZ Neckarelz) |
| KZ Neckarelz I                                                                      | Neckarelz                                                          | Odenwaldkreis, heute Neckar-Odenwald-Kreis       | Deutschland, Baden-Württemberg | März 1944 | März 1945 | Projekt „Goldfisch“ (Untertageverlagerung eines Flugmotorenwerks) |
| KZ Neckarelz II                                                                     | Neckarelz                                                          | Odenwaldkreis, heute Neckar-Odenwald-Kreis       | Deutschland, Baden-Württemberg | Juli 1944 | März 1945 | Projekt „Goldfisch“ (Untertageverlagerung eines Flugmotorenwerks) |
| KZ Neckargartach, Deckname „Steinbock“                                              | Heilbronn-Neckargartach                                            | Landkreis Heilbronn                              | Deutschland, Baden-Württemberg | Sep. 1944 | Apr. 1945 | - Rüstungsgüterproduktion in den Salzminen der Firma I.G. Farben AG - Stollenausbau - Aufräum- und Bergungsarbeiten nach dem Luftangriff auf Heilbronn |
| KZ Neckargerach                                                                     | Neckargerach                                                       | Neckar-Odenwald-Kreis                            | Deutschland, Baden-Württemberg | Apr. 1944 | März 1945 | Projekt „Goldfisch“ (Untertageverlagerung eines Flugmotorenwerks, siehe KZ Neckarelz), ab Ende 1944 auch Krankenlager |
| KZ Oberehnheim                                                                      | Obernai                                                            | Bas-Rhin                                         | Frankreich, Elsass             | Dez. 1942 | Nov. 1944 | Arbeiten an der Reichsschule der Waffen-SS (Helferinnenkorps) im Schloss Oberkirch |
| KZ Offenburg                                                                        | Offenburg                                                          | Landkreis Offenburg, heute Ortenaukreis          | Deutschland, Baden-Württemberg | März 1945 | Apr. 1945 | Entschärfung von Blindgängern am Offenburger Bahnhof, Unterbringung in Reichsbahnwaggons |
| KZ Peltre                                                                           | Peltre bei Metz                                                    | Moselle                                          | Frankreich, Lothringen         | März 1943 | Aug. 1944 | Bau einer SS-Kavallerie-Schule |
| ?                                                                                   | Rastatt                                                            | Landkreis Rastatt                                | Deutschland, Baden-Württemberg | Nov. 1943 | Apr. 1945 | Status unklar, eventuell ein Außenkommando des Außenlagers Iffezheim |
| KZ Sandhofen                                                                        | Sandhofen                                                          | Mannheim (Stadtkreis)                            | Deutschland, Baden-Württemberg | Sep. 1944 | März 1945 | Arbeit bei BBC, Daimler-Benz und der Heinrich Lanz AG |
| KZ Schömberg                                                                        | Schömberg                                                          | Landkreis Balingen, heute Zollernalbkreis        | Deutschland, Baden-Württemberg | Dez. 1943 | Apr. 1945 | - Barackenbauarbeiten, Errichten von Zäunen und Straßen - Unternehmen Wüste (Gewinnung von Treibstoff aus Ölschiefer) - Feldbahnschienen verlegen - Arbeiten in Schwefelanlagen - Beladen der Eisenbahnwagons mit Steinen, Zementrohren bzw. Sand und Kies |
| KZ Schörzingen                                                                      | Schömberg-Schörzingen                                              | Landkreis Balingen, heute Zollernalbkreis        | Deutschland, Baden-Württemberg | Feb. 1944 | Apr. 1945 | Unternehmen Wüste (Gewinnung von Treibstoff aus Ölschiefer) |
| KZ Schwindratzheim                                                                  | Schwindratzheim                                                    | Bas-Rhin                                         | Frankreich, Elsass             | Aug. 1944 | Sep. 1944 | - Tunnel- und Minenbau - Untertagebau |
| Sennheim                                                                            | Cernay (Haut-Rhin) (Sennheim)                                      | Haut-Rhin                                        | Frankreich, Elsass             | März 1944 | Sep. 1944 | Bau einer Ausbildungskaserne für die SS |
| KZ Spaichingen, Deckname „Metallwerke Spaichingen“                                  | Spaichingen                                                        | Landkreis Tuttlingen                             | Deutschland, Baden-Württemberg | Sep. 1944 | Apr. 1945 | Arbeiten bei der Firma Mauser |
| KZ-Außenlager Thil, auch: Kommando Erz, Kommando von Longwy-Thil, frz. Camp de Thil | Deutsch-Oth – Thil nahe Villerupt                                  | Meurthe-et-Moselle                               | Frankreich, Lothringen         | Juni 1944 | Sep. 1944 | Vorbereitungen zur Fertigung von Teilen der V1 (Fieseler Fi 103, Dauer 6 Monate in 1944) |
| KZ-Außenkommando Unterriexingen                                                     | Unterriexingen                                                     | Landkreis Ludwigsburg                            | Deutschland, Baden-Württemberg | Nov. 1944 | März 1945 | Zwangsarbeit in Stollen und Steinbruch, bei Flughafeninstandhaltung und Aufräumarbeiten nach Bombenangriffen |
| KZ-Außenlager Urbès                                                                 | Urbès                                                              | Haut-Rhin                                        | Frankreich, Elsass             | März 1944 | Okt. 1944 | Zwangsarbeit in einem Tunnel für Daimler-Benz |
| KZ-Außenlager Vaihingen, auch „KZ Wiesengrund“                                      | Vaihingen an der Enz                                               | Landkreis Vaihingen, heute Landkreis Ludwigsburg | Deutschland, Baden-Württemberg | Aug. 1944 | Apr. 1945 | Zwangsarbeit im Steinbruch, danach Kranken- und Sterbelager |
| KZ-Außenlager Walldorf                                                              | Walldorf, heute Mörfelden-Walldorf                                 | Landkreis Gerau, heute Landkreis Groß-Gerau      | Deutschland, Hessen            | Aug. 1944 | Nov. 1944 | Arbeiten an Rollbahnen des Frankfurter Flughafen für die Firma Züblin |
| KZ Wiesendorf                                                                       | Aalen-Wasseralfingen                                               | Landkreis Aalen, heute Ostalbkreis               | Deutschland, Baden-Württemberg | Sep. 1944 | Feb. 1945 | Untertageverlagerung der Kurbelwellenproduktion der Maschinenfabrik Alfing Keßler für den Flugmotor DB 603 |

## Geografische Lage

### Deutschland

#### Baden-Württemberg
Die zahlreichen Außenlager im heutigen Baden-Württemberg werden der Übersicht halber in zwei Karten dargestellt.
Hier zunächst die Außenlager, die am Unternehmen Wüste beteiligt waren:
|  |

| KZ Bisingen |

|  |

| KZ Dautmergen |

|  |

| KZ Dormettingen |

|  |

| KZ Erzingen |

|  |

| KZ Frommern |

|  |

| KZ Schömberg |

|  |

| KZ Schörzingen |

|  |

| KZ Bisingen |

|  |

| KZ Dautmergen |

|  |

| KZ Dormettingen |

|  |

| KZ Erzingen |

|  |

| KZ Frommern |

|  |

| KZ Schömberg |

|  |

| KZ Schörzingen |

Weitere Außenlager im heutigen Baden-Württemberg:
| Calw |

| KZ Echterdingen |

| Ellwangen |

| Geislingen |

| Hailfingen/Tailfingen |

| KZ Haslach |

| KZ Hessental |

| Iffezheim |

| KZ Kochendorf |

| KZ Neckarelz |

| Neckargartach |

| Offenburg |

| Rastatt |

| Mannheim-Sandhofen |

| KZ Spaichingen |

| KZ-Außenlager Vaihingen |

| KZ Wiesendorf |

| Calw |

| KZ Echterdingen |

| Ellwangen |

| Geislingen |

| Hailfingen/Tailfingen |

| KZ Haslach |

| KZ Hessental |

| Iffezheim |

| KZ Kochendorf |

| KZ Neckarelz |

| Neckargartach |

| Offenburg |

| Rastatt |

| Mannheim-Sandhofen |

| KZ Spaichingen |

| KZ-Außenlager Vaihingen |

| KZ Wiesendorf |

#### Hessen
| Bensheim-Auerbach |

| Darmstadt |

| Frankfurt am Main (Adlerwerke AG) |

| Geisenheim |

| Heppenheim |

| KZ-Außenlager Walldorf |

| Bensheim-Auerbach |

| Darmstadt |

| Frankfurt am Main (Adlerwerke AG) |

| Geisenheim |

| Heppenheim |

| KZ-Außenlager Walldorf |

#### Rheinland-Pfalz
| \| KZ Bruttig-Treis \| |
| KZ Bruttig-Treis       |

| KZ Bruttig-Treis |

### Frankreich

#### Elsass
| Markirch |

| Urbès |

| KZ Mülhausen |

| KZ Oberehnheim |

| KZ Schwindratzheim |

| Sennheim |

| KZ Natzweiler-Struthof |

| Markirch |

| Urbès |

| KZ Mülhausen |

| KZ Oberehnheim |

| KZ Schwindratzheim |

| Sennheim |

| KZ Natzweiler-Struthof |

#### Lothringen
| Thil |

| Hayingen |

| Festung Metz |

| Peltre |

| Thil |

| Hayingen |

| Festung Metz |

| Peltre |